# Guignardia laricina
Guignardia laricina är en svampart som först beskrevs av Sawada, och fick sitt nu gällande namn av W. Yamam. & Kaz. Itô 1961. Guignardia laricina ingår i släktet Guignardia och familjen Botryosphaeriaceae.   Inga underarter finns listade i Catalogue of Life.